# أيه بي سي دي 2: أي شخص يستطيع الرقص 2
أيه بي سي دي 2 (بالإنجليزية: ABCD 2)‏، المعروف أيضًا باسم أي شخص يستطيع الرقص 2 (بالإنجليزية: Any Body Can Dance 2)‏، هو فيلم رقص باللغة الهندية عام 2015 من إخراج وتصميم رقصات ريمو ديسوزا وإنتاج سيدهارث روي كابور تحت إشراف أفلام والت ديزني. تكملة مستقلة لفيلم 2013 ABCD: أي شخص يستطيع الرقص، الفيلم من بطولة برابهو ديفا وفارون دهاوان وشرادها كابور في الأدوار الرئيسية إلى جانب سوشانت بوجاري، وهو مستوحى جزئيًا من سيرة حياة سوريش موكوند وفيرنون مونتيرو، اللذان يلعبهما داوان وبوجاري على التوالي، مؤسسا "طاقم الرقص الخيالي" The Kings، الذي فاز ببطولة العالم لرقص الهيب هوب في سان دييغو.
تم إصدار فيلم ABCD 2 بواسطة يو تي في مويشن بيكتشرز في 19 يونيو 2015 بتقنية ثلاثية الأبعاد، وكان أحد الفيلمين الموسيقيين الأصليين الوحيدين لشركة ديزني في السوق الهندية، حيث قام ساشين-جيجار بتأليف الموسيقى التصويرية والموسيقى التصويرية الخلفية، بينما كتب مايور بوري الحوارات والكلمات. السفينة الحربية التي خرجت من الخدمة INS كان INS يظهر في الخلفية خلف منطقة تدريب الراقصين خلال النصف الأول من الفيلم. كتب ديسوزا وتوشار هيرانانداني السيناريو.
حصل فيلم ABCD 2 على مراجعات متباينة وإيجابية، مع الثناء على تصميم الإنتاج والرقص والموسيقى وأداء ديفا وداوان وكابور، في حين وجهت الانتقادات إلى كتابته وطوله.
ABDC 2 - اللعبة الرسمية، وهي لعبة فيديو رقص للهواتف المحمولة تم تطويرها بواسطة Indiagames Ltd. وتم إصدارها مع الفيلم.

## الحبكة
يريد سوريش "سورو" موكوند، النادل في أحد البارات، أن يصبح راقصًا كبيرًا لتحقيق رغبة والدته الراحلة دورغاديفي، ويحظى بدعم صديقه المقرب فيرنون مونتيرو، صبي توصيل البيتزا. فينيتا "فيني" شارما، مصففة شعر، تريد أن تصبح أفضل راقصة هيب هوب. أصدقاء الطفولة من ضاحية نالاسوبارا في مومباي، يشكلون فريقًا ويشاركون في مسابقة على المستوى الوطني Hum Kisi Se Kum Nahin حيث يتم استبعادهم من النهائيات الكبرى حيث يتم الكشف عن أن تحركاتهم تم نسخها من عرض نجوم الفلبين ويطلق عليهم الحكام لقب "غشاشين". الجميع يذهب للبحث عن عمل. يعود سورو إلى العمل كنادل، وينضم فيني إلى صالون تجميل، ويعود فيرنون إلى العمل كصبي توصيل، حيث يتعرضون للإهانة على نحو متقطع باعتبارهم غشاشين. إن رحيل زملاء غاضبين يزيد من الجرح والإهانة، ولا يوجد شيء يمكن تصحيحه.
وتأمل سورو أن تتمكن من إزالة الوسم السلبي من خلال التخطيط للفوز بمسابقة هيب هوب أكبر في لاس فيغاس، وهي بطولة العالم للرقص، حيث تحظى نجوم الفلبين بشعبية كبيرة. في أحد الأيام، يشاهد فيشنو، الزائر المارق، يثبت براعته في الرقص لزائر مراهن في البار ويقنعه مرارًا وتكرارًا بأن يكون مصمم الرقصات الخاص بهم. يقومون بإجراء اختبارات الأداء وتشكيل الفريق. أثناء التدريبات للتصفيات المؤهلة، يكتشف فينود، الراقص الأصم والأبكم، الحب الخفي بين فيني وسورو لبعضهما البعض. يقومون بزيارة التصفيات المؤهلة في بنغالور، حيث يتعرضون للإهانة المسبقة باعتبارهم غشاشين، لكنهم يتمكنون من الفوز بها بعد أن يتوسل فيشنو للجمهور للحصول على فرصة أخيرة للفريق. على الرغم من أن الأمور على ما يرام، إلا أن سورو محطم عندما يرفض شيتي آنا، مالك البار الذي يعمل به، تقديم دعم مالي يصل إلى 25 لكح روبية، وهو ما وعد به سورو علنًا في وقت نهائي Hum Kisi Se Kum Nahin، ويغادر سورو المكان غاضبًا من لغة آنا المهينة لفيني. ومع ذلك، تمكن فيشنو من الحصول على المال من عم كروكس الذي أقنعه بعد أن فقد سورو الأمل عندما غضب فيشنو بسبب عدم قدرته على ترتيب أموال الفريق. في وقت لاحق يستعدون للذهاب إلى لاس فيغاس، لكن فينود يعلم من فيشنو نفسه أن هذا الأخير لديه دوافع خفية للذهاب إلى لاس فيغاس، والواقع أنه كان قد أثار إعجاب سورو والأصدقاء عمدًا لإيجاد مخرج لخطته. بعد وصولهم إلى لاس فيغاس، فازوا بالتصفيات. لاحقًا، يغادر فيشنو الفندق مع أموال الفريق لمقابلة ابنه مانو، الذي تزوجت والدته سواتي، زوجة فيشنو السابقة، من رجل آخر وانتقلت إلى حياة أخرى. يتعرف عليه ابنه مانو، وعلى فنه وإنجازاته، ويغادر فيشنو بقلب راضٍ.
وفي هذه الأثناء، يتعرض فيني لإصابة بسبب التدريب المفرط ويتم استبداله بأوليف، وهي فتاة أمريكية من أصل هندي جزئيًا، ويكتشف فيشنو هذا أثناء شكر صديقته جوبي، التي تعمل في بار وفندق. في الوقت نفسه، يشعر سورو بالغضب عندما يجد فيشنو مفقودًا ويحاول الاستمرار في جلسات المربى بمفرده، ولكن دون جدوى. يعود فيشنو أثناء محاولته إنقاذ اليوم لسورو من الفريق الألماني عندما دخلوا في قتال، واعترف لاحقًا بأنه ارتكب "خطأ" بالمغادرة دون إذن على الرغم من أنه لا يريد أن يخسر عائلة كان يتوق إلى إنشائها منذ سنوات. يعتذر؛ ومع ذلك، يؤكد سورو أن فيشنو هو مصمم الرقصات للفريق ويتصالحان، ويدخل الفريق إلى النهائيات. خلال التدريبات، تقترب أوليف من سورو، ويواجه فيني الغيور سورو أخيرًا، الذي يجد في البداية صعوبة في الاعتراف بحبه لها لأنهما كانا أفضل أصدقاء منذ الطفولة، لكنه في النهاية يلتقي بها. على الرغم من أن أوليف لديها مشاعر تجاه سورو، فإن محادثة شخصية مع فيني تؤكد لأوليف أن سورو لديه هذا السحر المتأصل ولا علاقة له بحلاوته، وتوافق أوليف على الاستمرار مع الهنود المذهلين بعد تعافي فيني. يصل الفريق إلى المباراة النهائية، حيث تتدهور صحة فينود أثناء "تجميع" يقوم به الفريق، وينهار التشكيل فجأة حتى عندما يحاول صديقه د، الذي كان يعرف عن مشكلة مرض السل لديه، دعمه. لقد استسلم الجميع تقريبًا بعد الحادث عندما حاول فينود تشجيع سورو، الذي تخلى عن الحادث وعاد الآخرون لإجراء التشكيل بنجاح مع فينود في الأسفل. ورغم عدم تمكنهم من الفوز بالمسابقة، إلا أنهم فازوا بقلوب الملايين، حيث قدم سورو تعليقًا صوتيًا حول دروس والدته التحفيزية في الرقص.

## التصوير
تم تصوير فيلم ABCD 2 في مومباي وبنغالور ولاس فيغاس. انتهى إطلاق النار أخيرًا في مارس 2015. كما تم إشراك الثنائي الفرنسي الشاب الموهوب Les Twins (لوران ولاري بورجوا) في رقصة حرة خاصة في أغنية "Tattoo". ومن المعروف أن كابور احتفلت بعيد ميلادها السادس والعشرين في موقع تصوير الفيلم بكعكة أميرات ديزني.

## يطلق
تم إصدار فيلم ABCD 2 بواسطة يو تي في مويشن بيكتشرز، وهي شركة تابعة لشركة ديزني، في 19 يونيو 2015. ومع ذلك، أراد ديسوزا إصداره مسبقًا في 18 يونيو 2015 بسبب بداية شهر رمضان المبارك لدى المسلمين. وأضاف: علمنا للتو أن شهر رمضان المبارك يبدأ في 19 يونيو، وهو اليوم الذي حددناه لإطلاق فيلم ABCD 2. لقد تلقيت العديد من رسائل البريد الإلكتروني والرسائل من أصدقائي المسلمين يطلبون عدم إصدار الفيلم في ذلك اليوم، حيث لن يتمكنوا من الذهاب لمشاهدة الفيلم. 

## الموسيقى التصويرية
تم توزيعها وإصدارها بواسطة شركة زي للموسيقى كجزء من عقدها لمدة عامين مع ديزني، تم تأليف الموسيقى التصويرية والموسيقى التصويرية الخلفية لفيلم ABCD 2 بالكامل من قبل ساشين سانجفي وجيجار سارايا تحت الاسم المستعار ساشين-جيجار، بينما تمت كتابة الكلمات بواسطة مايور بوري، مع بادشاه وريمي نيك ودي. سولديرز الذين قدموا كلمات إضافية، بينما كتبت بريا ساريا أغنية "Sun Saathiya" وغنت نسخة منها والتي ظهرت في ABCD: أي شخص يستطيع الرقص. تم إصدار الألبوم الصوتي في 22 مايو 2015.
تظهر نسخة معاد إنتاجها من فيلم "Vande Mataram" دون الإشارة إلى مصدرها خلال شارة النهاية. تم غناء هذه النسخة بواسطة ساشين وجيجار.
تم أيضًا إصدار نسخة معاد إنتاجها من أغنية "Bezubaan Phir Se"، والتي غنتها شرادها كابور ونيل شارما، مع موسيقى الراب الإنجليزية التي كتبها شارما والكلمات الهندية المستعارة من بوري.
| #   | عنوان                 | المدة |
| --- | --------------------- | ----- |
| 1.  | "Bezubaan Phir Se"    | 4:32  |
| 2.  | "Sun Saathiya"        | 3:38  |
| 3.  | "Chunar"              | 4:29  |
| 4.  | "Happy Birthday"      | 3:05  |
| 5.  | "If You Hold My Hand" | 3:33  |
| 6.  | "Hey Ganaraya"        | 4:52  |
| 7.  | "Happy Hour"          | 3:44  |
| 8.  | "Naach Meri Jaan"     | 4:04  |
| 9.  | "Tattoo"              | 4:20  |
| 10. | "Vande Mataram"       | 7:14  |

## الجوائز والترشيحات
| سنة  | حفل توزيع الجوائز     | فئة                           | المستفيدون والمرشحون                        | نتيجة         | المرجع |
| ---- | --------------------- | ----------------------------- | ------------------------------------------- | ------------- | ------ |
| 2015 | جوائز ميرشي الموسيقية | أغنية العام                   | ترشح                                        | [ 15 ] [ 16 ] |        |
| 2015 | جوائز ميرشي الموسيقية | ألبوم العام                   | ساشين-جيجار، مايور بوري، بريا سرايا         | [ 15 ] [ 16 ] |        |
| 2015 | جوائز ميرشي الموسيقية | أفضل مطرب ذكر لهذا العام      | أريجيت سينغ - "تشونار"                      | [ 15 ] [ 16 ] |        |
| 2015 | جوائز ميرشي الموسيقية | أفضل ملحن موسيقي لهذا العام   | ساشين-جيجار - "تشونار"                      | [ 15 ] [ 16 ] |        |
| 2015 | جوائز ميرشي الموسيقية | كاتب كلمات الاغنية لهذا العام | مايور بوري - "تشونار"                       | [ 15 ] [ 16 ] |        |
| 2015 | جوائز ميرشي الموسيقية | المغنية القادمة لهذا العام    | شرادها كابور - "بيزوبان فير سي (غير موصول)" | [ 15 ] [ 16 ] |        |
| 2015 | جوائز ميرشي الموسيقية | أفضل مهندس أغاني (تسجيل ومزج) | إريك بيلاي – "صن ساتيا"                     | [ 15 ] [ 16 ] |        |
| 2015 | جوائز ميرشي الموسيقية | أفضل موسيقى خلفية             | ساشين-جيجار                                 | [ 15 ] [ 16 ] |        |

## روابط خارجية
- إيه بي سي دي 2: شخص يستطيع الرقص 2 على موقع IMDb (الإنجليزية)
- إيه بي سي دي 2: شخص يستطيع الرقص 2 على موقع ميتاكريتيك (الإنجليزية)
- إيه بي سي دي 2: شخص يستطيع الرقص 2 على موقع روتن توميتوز (الإنجليزية)
- إيه بي سي دي 2: شخص يستطيع الرقص 2 على موقع نتفليكس (الإنجليزية)
- إيه بي سي دي 2: شخص يستطيع الرقص 2 على موقع قاعدة بيانات الأفلام العربية
- إيه بي سي دي 2: شخص يستطيع الرقص 2 على موقع Turner Classic Movies (الإنجليزية)
- إيه بي سي دي 2: شخص يستطيع الرقص 2 على موقع أول موفي (الإنجليزية)
- إيه بي سي دي 2: شخص يستطيع الرقص 2 على موقع فيلمافينيتي (الإسبانية)
- إيه بي سي دي 2: شخص يستطيع الرقص 2 على موقع قاعدة بيانات الفيلم (الإنجليزية)
- إيه بي سي دي 2: شخص يستطيع الرقص 2 على موقع ليتربوكسد (الإنجليزية)